# Nanodacna
Nanodacna é um gênero de traça pertencente à família Agonoxenidae.